# Cornereva
Cornereva là một xã thuộc hạt Caraș-Severin, România. Dân số thời điểm năm 2002 là 3409 người.